# Вуароль, Теофиль
Теофиль Вуароль (фр. Théophile Voirol; 1781—1853) — французский военный деятель, генерал-лейтенант (1833 год), барон (1828 год), участник революционных и наполеоновских войн.

## Биография
Родился в семье судьи Давида Вуароля (фр. David Voirol; 1742—1819) и его супруги Марианны Рюдольф (фр. Marianne Ruedolf; 1755—). Изучал основы коммерции в Базеле и работал торговым клерком. В 1797 году часть территорий епископства была аннексирована Французской республикой.
30 августа 1799 году заменил призванного на военную службу старшего брата Давида-Луи (фр. David-Louis Voirol; 1778—1830) и присоединился фурьером к резервному батальону департамента Мон-Террибль, вошедшему 10 февраля 1800 года в состав 94-й полубригады линейной пехоты. Участвовал в кампаниях 1799-1801 годов в составе Рейнской армии, сражался при Цюрихе, Штокахе, Мескирхе, Нёрдлингене и Гогенлиндене. 22 ноября 1801 года стал сержантом, а 8 июня 1802 года был произведён в младшие лейтенанты. В 1802-04 годах служил в Армиях Голландии и Ганновера. В 1805 году присоединился к Великой Армии и принял участие в Австрийской, Прусской и Польской кампаниях 1805-07 годов. Под командой полковника Разу отличился в сражении при Аустерлице. 14 января 1806 года переведён в 40-й полк линейной пехоты полковника Шассеро и 31 мая 1806 года награждён чином лейтенанта. Был ранен в сражении при Йене. 26 декабря 1806 года на поле боя при Пултуске произведён в капитаны, и возглавил роту гренадер. Сражался при Остроленке. В 1808 году определён с полком в Армию Испании и принял участие в боевых действиях на Пиренейском полуострове. Участвовал в осаде Сарагосы. 24 мая 1809 года стал адъютантом генерала Шовеля. 19 ноября 1809 года ранен при Оканье, и награждён 17 декабря званием командира батальона. 16 мая 1811 года ранен и захвачен в плен англичанами в сражении при Ла-Альбуэре, но спустя несколько дней обменян по личному приказу маршала Сульта.
25 марта 1813 произведён в майоры и отозван во Францию с назначением в 156-й полк линейной пехоты полковника Удо. Участвовал в Саксонской кампании. 19 ноября 1813 года награждён чином полковника с назначением командиром 67-го линейного полка, но не принял командование и 4 января 1814 года возглавил 18-й полк линейной пехоты, сражался при Ла-Ротьере и Монтро. Во время «Ста дней» присоединился к Императору и принимал участие в обороне Страсбурга. 16 июля 1815 года 18-й полк был расформирован.
После второй Реставрации вышел 31 января 1816 года в отставку, и 19 июня того же года получил французское гражданство и в 1819 году возвратился к активной службе. 30 июля 1823 года получил звание полевого маршала. Участвовал в «Десятидневной кампании» 1831 года в Бельгии. С 15 ноября по 23 декабря 1832 года находился под командой маршала Жерара при осаде Антверпена. 9 января 1833 года произведён в генерал-лейтенанты и 29 апреля 1833 года заменил генерала Савари на посту главнокомандующего Африканской армии в Алжире. 27 июля 1834 года передал полномочия генералу Друэ д’Эрлону и возвратился во Францию, где занял должность военного губернатора Страсбурга. 1 ноября 1836 года стал пэром Франции. В 1840 году занял пост военного губернатор Безансона. В 1848 году вышел в отставку. Умер 15 сентября 1853 года в Безансоне в возрасте 72 лет, похоронен на кладбище Шан-Брюле.

## Воинские звания
- Фурьер (30 августа 1799 года);
- Сержант (22 ноября 1801 года);
- Младший лейтенант (8 июня 1802 года);
- Лейтенант (31 мая 1806 года);
- Капитан (26 декабря 1806 года, увтерждён 15 января 1807 года);
- Командир батальона (17 декабря 1809 года);
- Майор (25 марта 1813 года);
- Полковник (19 ноября 1813 года);
- Лагерный маршал (30 июля 1823 года);
- Генерал-лейтенант (9 января 1833 года).

## Титулы
- Барон Вуароль (фр. baron Voirol; 2 ноября 1828 года).

## Награды
Легионер ордена Почётного легиона (14 апреля 1807 года)
 Офицер ордена Почётного легиона (22 июня 1813 года)
 Коммандан ордена Почётного легиона (2 апреля 1814 года)
 Кавалер Военного ордена Святого Людовика (9 сентября 1814 года)
 Командор бельгийского ордена Леопольда I (январь 1833 года)
 Великий офицер ордена Почётного легиона (18 апреля 1834 года)